# فراوئن نویهارتینگ
فراوئن نویهارتینگ (به آلمانی: Frauenneuharting) یک شهر در آلمان است که در بایرن واقع شده‌است.

## خصوصیات
فراوئن نویهارتینگ ۲۲٫۶۸ کیلومترمربع مساحت دارد ۵۳۰ متر بالاتر از سطح دریا واقع شده‌است.